# Leonardo Fea
Pour les articles homonymes, voir Fea.
Leonardo Fea est un explorateur, un zoologiste et un artiste italien du XIXe siècle, né le 24 juillet 1852 à Turin et mort le 27 avril 1903 dans cette même ville.

## Biographie
Leonardo Fea est assistant au Muséum de Gênes de 1872 à 1903. Il fait plusieurs voyages importants dont un en Birmanie en 1885 et où il passe quatre ans, dans le Golfe de Guinée et aux îles du Cap-Vert en 1898. Il en rapporte de riches collections zoologiques, notamment d’oiseaux et d’insectes.

## Hommages
Son ami le comte Salvadori (1835-1923) lui dédie le merle de Fea ou Turdus feae en 1887 et le pétrel gongon ou Pterodroma feae en 1899.
Autres espèces dédiées
- Plusieurs hyménoptères par Carlo Emery (1848-1925) : Aenictus feae, Aphaenogaster feae, Centromyrmex feae, Dolichoderus feae  en 1889, Amblyopone feae et Pheidole feae en 1895 ; ainsi que par Carlo Menozzi (1892-1943) Psalidomyrmex feae en 1922.
- Les serpents Azemiops feae par George Albert Boulenger (1858-1937) en 1888 et Rhinotyphlops feae en 1906.
- Les anoures par Boulenger Brachytarsophrys feae et Paa feae en 1887, Rhacophorus feae en 1893 et Hymenochirus feae en 1907.
- Le cervidé Muntiacus feae par Michael Rogers Oldfield Thomas (1858-1929) et Giacomo Doria (1840-1913) en 1889.
- Les poissons Osteobrama feae et Pareuchiloglanis feae par Decio Vinciguerra (1856-1934) en 1890.
- L'isopode Pericephalus feae par Gustav Henrik Andreas Budde-Lund (1846-1911) en 1895.